# Szczepan Sadurski
Szczepan Piotr Sadurski (Lublin, 1965. június 9. –) lengyel képregényalkotó, karikaturista, újságíró és szerkesztő.

## Életpályája
Szczepan Sadurski Lublinban született. Művészeti tanulmányokat folytatott, majd illusztrátorként, karikaturistaként és képregényrajzolóként helyezkedett el. Munkái több mint 200 újságban és magazinban jelentek meg Lengyelországban és külföldön. Többféle díjat kapott, pl. Złota Szpilka’86 (a Szpilki szatirikus lap díja az év legjobb rajzáért). 1991-ben megalapította a Superpress kiadót. Szerkesztője és kiadója a szatirikus, humoros Dobry Humor című magazinnak. Sadurski Varsóban él és alkot. Az általa alapított Minőségi Humor Párt / Vidám Felhőkarcoló nem kisebb ambíciókkal indult, minthogy világméretű mozgalommá váljon, elősegítve a színvonalas humor elterjedését. Számos lengyelországi, törökországi és svédországi humor - és kabaré-verseny zsüritagja.